# ویورل مانول
ویورل مانول (انگلیسی: Viorel Manole؛ زادهٔ ۳۱ مهٔ ۱۹۵۶) بازیکن والیبال اهل رومانی است.